# Rennia Davis
Rennia Tyi Davis (ur. 24 lutego 1999 w Jacksonville) – amerykańska koszykarka, występująca na pozycjach niskiej lub silnej skrzydłowej, od 2023 zawodniczka Arka VBW Gdynia.
W 2017 wystąpiła w meczu wschodzących gwiazd McDonald’s All-American.

## Osiągnięcia
Stan na 18 marca 2024, na podstawie, o ile nie zaznaczono inaczej.

### NCAA
- Uczestniczka rozgrywek:
  - II rundy turnieju NCAA (2018, 2021)
  - turnieju NCAA (2018, 2019, 2021)
- Koszykarka roku Tennessee Sports Writers Association Women’s College (2021)
- Laureatka nagród:
  - Senior CLASS Award (2021)
  - Chancellor's Honors - Extraordinary Academic Achievement Award (2020)
- MVP turnieju Junkanoo Jam (2019)
- Debiutantka roku Volscars (2018)
- Zaliczona do:
  - I składu:
    - konferencji Southeastern (SEC – 2020, 2021)
    - najlepszych pierwszorocznych zawodniczek SEC (2018)
    - turnieju Junkanoo Jam (2019)

  - II składu SEC (2019)
  - składu:
    - honorable mention All-American (2019 przez WBCA, 2020 przez Associated Press, USBWA, WBCA, 2021 przez Associated Press, USBWA, WBCA, World Exposure Report)
    - SEC Academic Honor Roll (2019, 2020)
- Liderka SEC w skuteczności rzutów wolnych (2019 – 85,6%, 2021 – 85,3%)
- Zawodniczka kolejki:
  - NCAA (2.03.2020 według USBWA, 27.11.2019 według TSWA)
  - konferencji SEC (4.02.2019, 19.02.2019, 12.11.2019, 18.11.20219, 28.01.2020, 1.03.2020, 23.12.2020, 23.02.2021)
- Najlepsza pierwszoroczna zawodniczka kolejki SEC (28.11.2017, 13.02.2018)

### Drużynowe
- Brązowa medalistka mistrzostw Polski (2024)[4]

### Indywidualne
- MVP kolejki OBLK (6, 14, 16 – 2023/2024)[5][6][7]
- Zaliczona do I składu:
  - OBLK (2024)[8]
  - kolejki OBLK (3, 6, 9, 10, 11, 12, 14, 16 – 2023/2024)[9][10][11][12][13][14][15][16]
- Liderka sezonu zasadniczego OBLK w skuteczności rzutów za 3 punkty (2024 – 45,3 %)[17]